# Flug 666
Flug 666 (Originaltitel Flight 666) ist ein US-amerikanischer Katastrophenfilm mit Elementen des Horrorgenres aus dem Jahr 2018 von Rob Pallatina, der auch für den Filmschnitt verantwortlich war. Das Drehbuch verfassten Jacob Cooney und Brandon Stroud, produziert wurde der Film von David Michael Latt und David Rimawi für die Produktionsgesellschaft The Asylum.

## Handlung
Das Passagierflugzeug unter dem Kommando von Pilot Jack Hanstock Pan US 57 befindet sich auf einem internationalen Langstreckenflug Richtung New York. Schon bald gerät die Maschine in einen heftigen Sturm. Kurze Zeit danach gerät der Passagier Devon Peck in Panik. Er behauptet, er hätte auf den Flügeln des Flugzeugs gespenstische Gestalten gesehen. Flugsicherheitsbegleiter Thaddeus „Thad“ muss daher auf den verängstigten Passagier einreden und ihn zur Ruhe bewegen, da man aufgrund einer Massenpanik notlanden müsste. Auch dank des Zuredens der Flugbegleiterin Alice beruhigt sich Devon fürs Erste.
Als Alice das Abendessen für die Crew und die Passagiere servieren möchte, wird festgestellt, dass sich Maden im Essen befinden. Wegen weiterem Unwetter kommt es zu Stromausfällen und Pilot Hanstock ist dazu gezwungen, riskante Flugmanöver zu fliegen. Passagiere, die sich in der Nacht  ins Badezimmer begeben, beklagen, im Spiegel Geister gesehen zu haben. Als Thaddeus dies überprüft, stößt er auf keine Geister. Wenig später sehen mehrere Passagiere, wie eine Leiche in einem roten Kleid das Flugzeug durchquert.
Im Laufe der Nacht kommen Thaddeus und Alice zu dem Schluss, dass es auf dem Flug tatsächlich spukt. Der Flug wird von unsichtbaren Mächten bedroht, die auf Rache sinnen. Denn unter den Passagieren befindet sich ein Serienmörder, dessen Opfer seinen Tod fordern und daher das Flugzeug terrorisieren.

## Hintergrund
Der Film feierte am 29. Mai 2018 sein Filmdebüt in den USA. In Deutschland startete der Film unter den Verweistitel Flug 666 – Das Grauen über den Wolken am 10. August 2018 in den Videoverleih. Außerdem wurde der Film auch unter dem Titel Flug 666 – Terror in 10.000 Metern Höhe unter anderen auf Prime Video gestreamt.

## Rezeption
Richard Scheib schreibt für Moria Revies, dass der Film nicht zu den schlecht gemachten oder mit einer schäbigen Gleichgültigkeit ankommenden Filmen von The Asylum gehört. Er sieht den Film als
„in jeder Hinsicht […] kompetent gemachten B-Movie“. Die Dramatik funktioniert gut und es entstünden stets Schockmomente. Er schreibt weiter, dass die „Darsteller alle glaubwürdig in ihren Rollen“ seien und es nichts gebe, „was man als schlechte oder nicht überzeugende Leistung bezeichnen könnte.“
Im Audience Score, der Zuschauerwertung auf Rotten Tomatoes, erhielt der Film bei weniger als 50 Stimmenabgaben eine Wertung von 45 %. In der Internet Movie Database hat der Film bei über 1500 Stimmenabgaben eine Wertung von 4,4 von 10,0 möglichen Sternen.